# Antona obscura
Antona obscura är en fjärilsart som beskrevs av Butler 1877. Antona obscura ingår i släktet Antona och familjen björnspinnare. Inga underarter finns listade i Catalogue of Life.